# محاویل
محاویل (به عربی: المحاویل) یک شهرک سنی‌نشین در جنوب عراق در استان بابل می‌باشد. این شهر مرکز شهرستان محاویل به شمار می‌رود.